# Monte Andrómeda

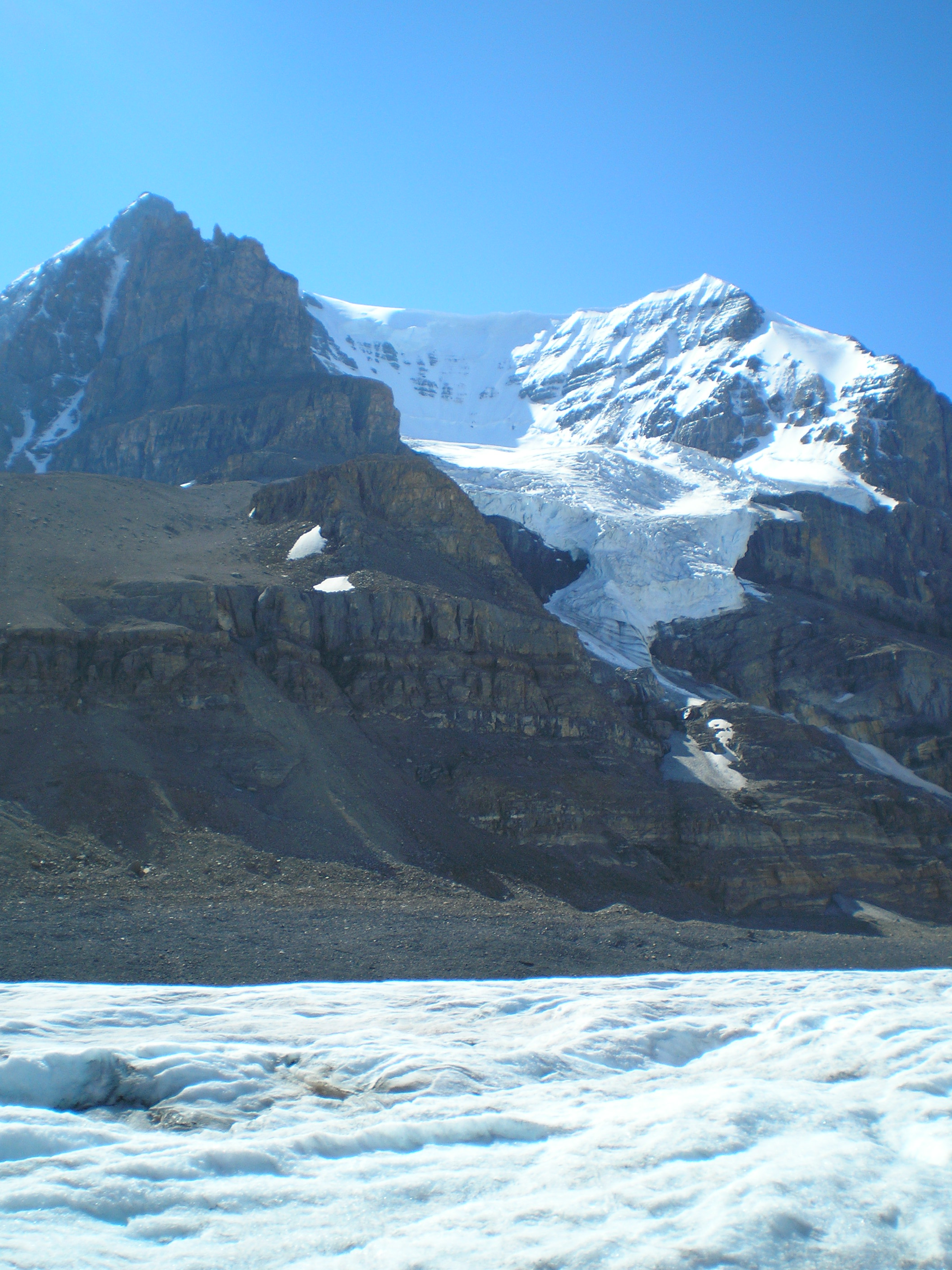
Vista desde el glaciar Athabasca

El monte Andrómeda (en inglés: Mount Andromeda) es una montaña perteneciente a las Montañas Rocosas de Canadá, localizada en Alberta. Se localiza en el campo de hielo Columbia, entre los parques nacionales de Banff y Jasper. 
Alcanza una altura máxima de 3450 metros sobre el nivel del mar, con una prominencia de  330 m. Se puede ver desde la Carretera de los Campos de hielo, la "Icefields Parkway" (carretera 93 de Canadá), cerca del paso Sunwapta y justo al suroeste del monte Athabasca. A los pies de la montaña por el lado norte se encuentra el glaciar Athabasca, uno de los seis brazos principales del campo de hielo Columbia. 
El monte Andrómeda recibió su nombre en 1938 gracias a Rex Gibson, antiguo presidente del Club alpino de Canadá ("Alpine Club of Canada"), en relación con Andrómeda, hija de Cefeo y de Casiopea y esposa de Perseo.

## Rutas
Hay varias rutas de escalada y alpinismo para subir el monte Andrómeda. La "Skyladder" es la ruta glaciar más normal y más popular.